# 高雄市公車五福幹線
高雄市公車五福幹線(50)是高雄市的一條重要幹線，行走建軍站及鼓山輪渡站之間。

## 歷史
- 原為50路，2008年7月1日起，配合幹線公車政策，改名為五福幹線。
- 2013年12月2日起本路線由東南客運接駛（後因人手不足而釋出路線）。
- 2017年2月6日起由高雄客運接（代）駛至2017年12月31日止。
- 公車上方的顯示路線牌，顯示方式為起始站路線名終點站，50路改名後，中文顯示為建軍站五福幹線鼓渡站（五福位於上方，幹線位於下方）、英文顯示則用50路。
- 2018年1月1日起由港都客運正式接駛（營運）。

## 路線基本資料
全程行車里數約9.3公里，行車時間約1小時。去程共28站，回程共26站。
從建軍站起，沿著中正路（回程中正路 → 建軍路 → 行仁路 → 澄清路 → 建軍站）、五福路、鼓山路、濱海二路（回程濱海一路 → 臨海一路 → 鼓山路）、濱海一路到達鼓山輪渡站。

## 停站
| 论 编 | 五福幹線（建軍站 ↔ 鼓山輪渡站） |  |
| |                                 |  |
| 建軍站（捷運衛武營站） - 國軍高雄總醫院（捷運衛武營站）（← 中正高中） - 捷運苓雅運動園區站 - 捷運五塊厝站(中正一路) - 輕軌凱旋公園站(中正一路) - 五福中正路口 - 高雄文化中心(五福國中站) - 自來水公園 - 麗尊酒店 - 五福民權路口(高雄高商) - 高雄高商(五福二路) - 新興高中 - 新堀江 - 城市光廊(捷運中央公園站) - 大立百貨 - 高雄女中(真愛碼頭) - 大成街口(輕軌真愛碼頭站) - 大智路口 - 捷運鹽埕埔站(五福四路) - 大勇路口 - 建國四路口 - 輕軌壽山公園站（← 捷運哈瑪星站（輕軌哈瑪星站）） (高雄港車站側) ← 新濱碼頭） → 捷運哈瑪星站（臨海一路）（輕軌哈瑪星站）） → 鼓山市場 → 港務局 (隧道口) → 濱海二路 → 鼓山輪渡站 （返程往新濱碼頭） |                                 |  |
| → 僅去程停靠，← 僅回程停靠，- 雙邊停靠 |                                 |  |

### 轉乘捷運車站
| 編號   | 捷運車站名稱 | 捷運車站名稱                   | 公車站牌                                 | 公車站牌 | 備註 |
| ------ | ------------ | ------------------------------ | ---------------------------------------- | -------- | ---- |
| 紅線   |              |                                |                                          |          |      |
| R9     | 中央公園     |                                | 城市光廊（捷運中央公園站）               |          |      |
| 橘線   |              |                                |                                          |          |      |
| O1     | 哈瑪星       |                                | 捷運哈瑪星站（臨海一路）（輕軌哈瑪星站） |          |      |
| O1     | 哈瑪星       | 捷運哈瑪星站（輕軌哈瑪星站）   |                                          |          |      |
| O2     | 鹽埕埔       |                                | 捷運鹽埕埔站 (五福四路)                  |          |      |
| O2     | 鹽埕埔       | 五福瀨南街口                   |                                          |          |      |
| O7     | 文化中心     |                                | 高雄文化中心 (五福國中站)                |          |      |
| O8     | 五塊厝       |                                | 捷運五塊厝站（中正一路）                 |          |      |
| O9     | 苓雅運動園區 |                                | 捷運苓雅運動園區站                       |          |      |
| O10    | 衛武營       |                                | 建軍站（捷運衛武營站）                   |          |      |
| O10    | 衛武營       | 國軍高雄總醫院（捷運衛武營站） |                                          |          |      |
| 環狀線 |              |                                |                                          |          |      |
| C11    | 真愛碼頭     |                                | 大成街口（輕軌真愛碼頭站）               |          |      |
| C14    | 哈瑪星       |                                | 捷運哈瑪星站（臨海一路）（輕軌哈瑪星站） |          |      |
| C14    | 哈瑪星       | 捷運哈瑪星站（輕軌哈瑪星站）   |                                          |          |      |
| C15    | 壽山公園     |                                | 輕軌壽山公園站                           |          |      |
| C32    | 凱旋公園     |                                | 輕軌凱旋公園站(中正一路)                 |          |      |
| C32    | 凱旋公園     | 五福中正路口                   |                                          |          |      |